# Dischistus tripolitanus
Dischistus tripolitanus är en tvåvingeart som beskrevs av Paramonov 1940. Dischistus tripolitanus ingår i släktet Dischistus och familjen svävflugor.
Artens utbredningsområde är Libya. Inga underarter finns listade i Catalogue of Life.